# Justine Lerond
Justine Lerond, née le 29 février 2000 à Metz, est une footballeuse française évoluant au poste de gardienne de but au Montpellier HSC.

## Biographie

### Carrière en club
Justine Lerond commence le football dans son département natal, en Moselle, d'abord au MJC Volmerange-lès-Boulay puis au CA Boulay. En 2013, elle intègre les équipes de jeunes du FC Metz. Elle fait ses débuts en équipe senior en janvier 2016, lors d'un match de Coupe de France contre Yzeure, et joue son premier match en championnat la saison suivante, en septembre 2016, contre Montpellier. Depuis, elle alterne avec le club entre la D1 et la D2 et s'impose progressivement comme la gardienne titulaire. Elle annonce quitter le club le 13 juin 2022 pour de nouvelles aventures.

### Carrière internationale
Sélectionnée dans toutes les catégories de jeunes avec la France, Justine Lerond participe au titre de champion d'Europe remporté par l'équipe de France U19 en juillet 2019, en étant titulaire dans les buts tout au long de la compétition. Elle fait également partie de l'équipe de France U20 qui atteint les demi-finales de la Coupe du monde 2018.
Elle est convoquée pour la première fois en équipe de France A fin août 2019, à l'occasion d'un match amical face à l'Espagne, en tant que troisième gardienne.
En 2022, elle fait partie des 23 sélectionnées pour disputer le championnat d'Europe en Angleterre.
Le 5 juin 2025, elle figure dans la liste des 23 joueuses retenues par Laurent Bonadei pour disputer le Championnat d'Europe en Suisse.

## Palmarès
France -19 ans
- Euro -19 ans (1) :
  - Vainqueur en 2019

 FC Metz
- Championnat de France D2 (1) :
  - Championne en 2018

## Statistiques
| Saison                | Club                  | Championnat           | Championnat | Championnat | Coupe(s) nationale(s) | Coupe(s) nationale(s) | Total | Total |
| Saison                | Club                  | Division              | M.          | B.          | M.                    | B.                    | M.    | B.    |
| 2015-2016             | FC Metz               | Division 2            | 0           | 0           | 2                     | 0                     | 2     | 0     |
| 2016-2017             | FC Metz               | Division 1            | 8           | 0           | 2                     | 0                     | 10    | 0     |
| 2017-2018             | FC Metz               | Division 2            | 13          | 0           | 1                     | 0                     | 14    | 0     |
| 2018-2019             | FC Metz               | Division 1            | 20          | 0           | 1                     | 0                     | 21    | 0     |
| 2019-2020             | FC Metz               | Division 1            | 16          | 0           | 2                     | 0                     | 18    | 0     |
| Sous-total            | Sous-total            | Sous-total            | 57          | 0           | 8                     | 0                     | 65    | 0     |
| Total sur la carrière | Total sur la carrière | Total sur la carrière | 57          | 0           | 8                     | 0                     | 65    | 0     |